# Calamus benkulensis
Calamus benkulensis är en enhjärtbladig växtart som beskrevs av Odoardo Beccari. Calamus benkulensis ingår i släktet Calamus och familjen Arecaceae. Inga underarter finns listade i Catalogue of Life.